# Senotainia fani
Senotainia fani är en tvåvingeart som beskrevs av Yu. G. Verves 1994. Senotainia fani ingår i släktet Senotainia och familjen köttflugor. Inga underarter finns listade i Catalogue of Life.